# La Pallice

La Pallice é um porto francês localizado na cidade de La Rochelle. O porto comercial em águas profundas permite a movimentação de grandes navios.

## Características técnicas
- Calado máximo permitido de 14 metros;
- Certificada ISO 9001;
- Recebe navios de até 100.000 toneladas ;
- 2.800 metros lineares de cais;
- 4 Rebocadores;
- Terminal de passageiros;
- Terminal petroleiro;
- Dois terminais (Ro-Ro);
- 53 hectares de armazenamento externo;
- 137 500 m² de armazéns;
- 21 gruas;
- Duas doca-seca (uma com 176 × 21 m);

## Base de submarinos

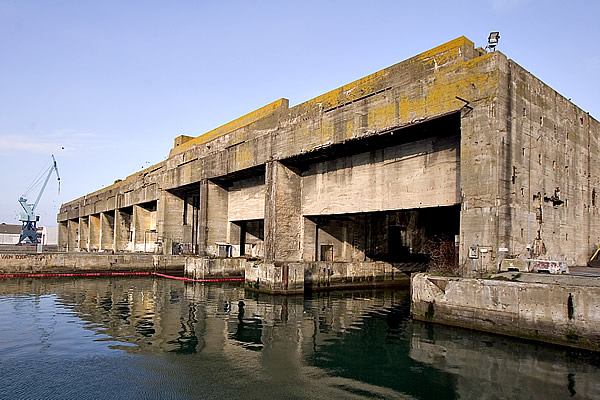
Casamatas do Porto de La Pallice.

Durante a Segunda Guerra Mundial foi construido no local uma base protegida, para abrigar parte da flotilha de U-boots da Kriegsmarine. O primeiro submarino a atracar em La Pallice foi o U-82 em novembro de 1941. A base encerrou suas operações em agosto de 1944, e a guarnição de rendeu as forças aliadas em 8 de maio de 1945, no final da Segunda Guerra. As instalações militares existem até hoje e são utilizadas como depósito pela Marinha da França . 